# Olivos
Olivos è una città argentina, capoluogo del partido di Vicente López nella provincia di Buenos Aires. 
Vi si trova la Quinta de Olivos, la residenza ufficiale del presidente dell'Argentina.

## Geografia
Olivos sorge sulla sponda destra del Río de la Plata, a 16 km a nord-ovest dal centro di Buenos Aires. Confina a nord con La Lucila and Martínez, ad est con il Río de la Plata, a sud con Vicente López e Florida e ad ovest con Munro.

## Storia
Negli anni venti del XVIII secolo nell'area occupata dall'odierna Olivos era una stazione di sosta lungo il cammino che univa Buenos Aires a Córdoba. Le terre sul quale sorge l'attuale città erano di proprietà di Domingo de Acasusso, il quale vi piantò degli ulivi. La presenza di queste piante fece sì che la stazione di posta venisse ufficialmente ribattezza Olivos il 19 febbraio 1770. 
Negli anni sessanta del XIX secolo l'area fu interessata dalla costruzione della ferrovia Buenos Aires-San Fernando. L'arrivo della strada ferrata e la costruzione di una stazione nel 1863 fece sì che l'area lentamente si urbanizzasse.
Con la costruzione negli anni trenta della strada nazionale 9, Olivos continuò la sua espansione passando da villaggio a sobborgo della capitale argentina. Nel 1941, in base ad una precisa volontà testamentaria, lo stato entrò in possesso di una grande villa che divenne così la residenza ufficiale del presidente della Repubblica Argentina. L'edificio, costruito nel 1854, presenta una commistione di elementi neobarocchi e neogotici ed è conosciuto come la Quinta de Olivos. Tra le sue mura nel 1993 venne siglato l'accordo istituzionale tra l'allora presidente Carlos Menem e l'ex-presidente Raúl Alfonsín.

## Infrastrutture e trasporti

### Strade
La principale via d'accesso ad Olivos è l'autostrada Buenos Aires-Rosario.

### Ferrovie
Olivos è servita dalle stazioni ferroviarie di Olivos, posta sulla tratta Retiro-Tigre, di Bartolomé Mitre, sulla tratta Retiro-Bartolomé Mitre della linea suburbana Mitre che unisce Buenos Aires con le località della parte nord-occidentale dell'area metropolitana bonaerense. La città è servita anche dalla stazioni di Av. Maipú, Borges e Libertador del Treno della Costa.

### Porti
Olivos dispone di un porto turistico sul Río de la Plata.